# جو هيرش
جو هيرش (بالإنجليزية: Joe Hirsch)‏ هو كاتب العمود أمريكي، ولد في 27 فبراير 1928، وتوفي في 9 يناير 2009 بسبب مرض باركنسون.